# Polenské panství

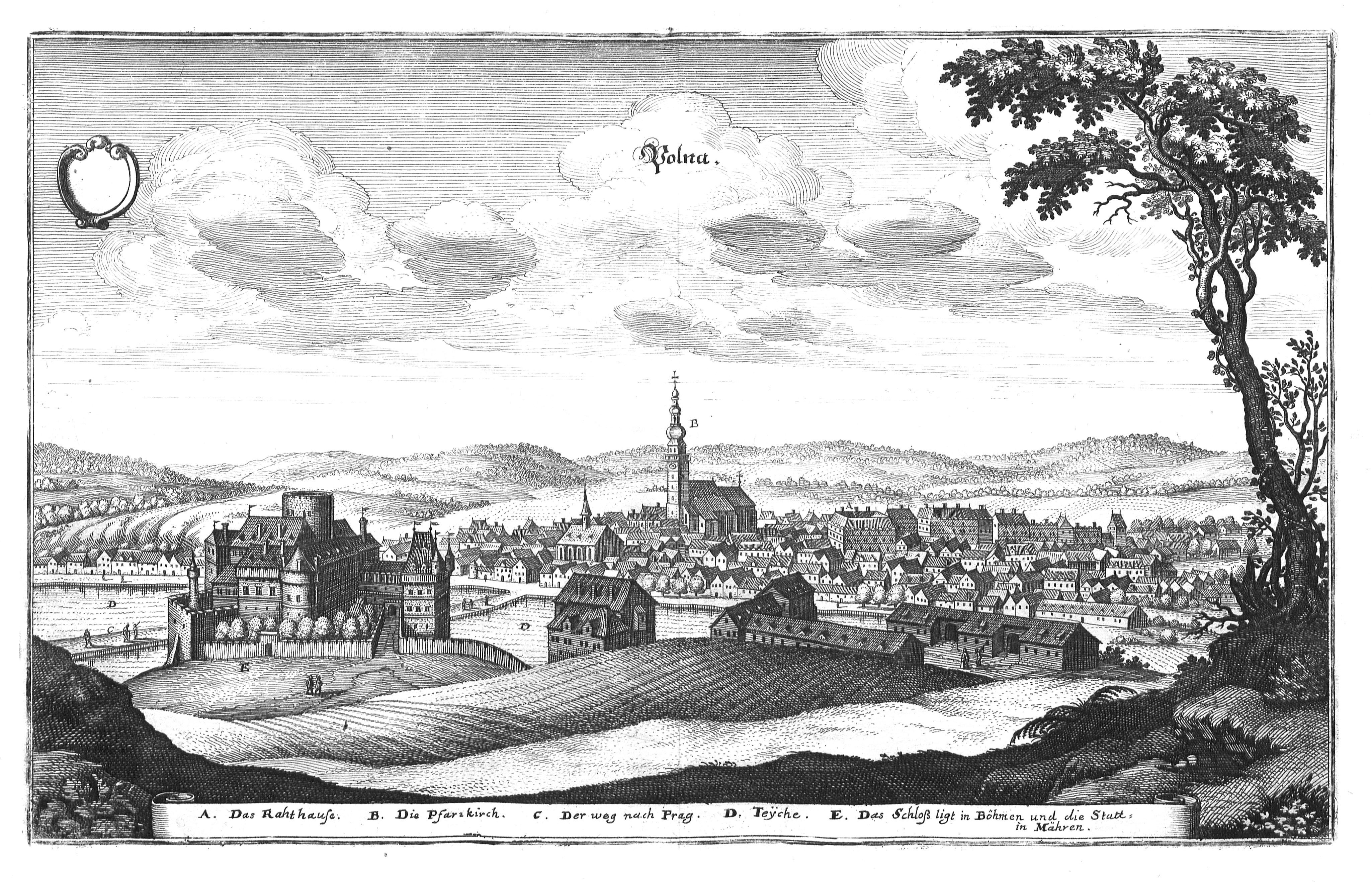
Veduta Polné z roku 1617

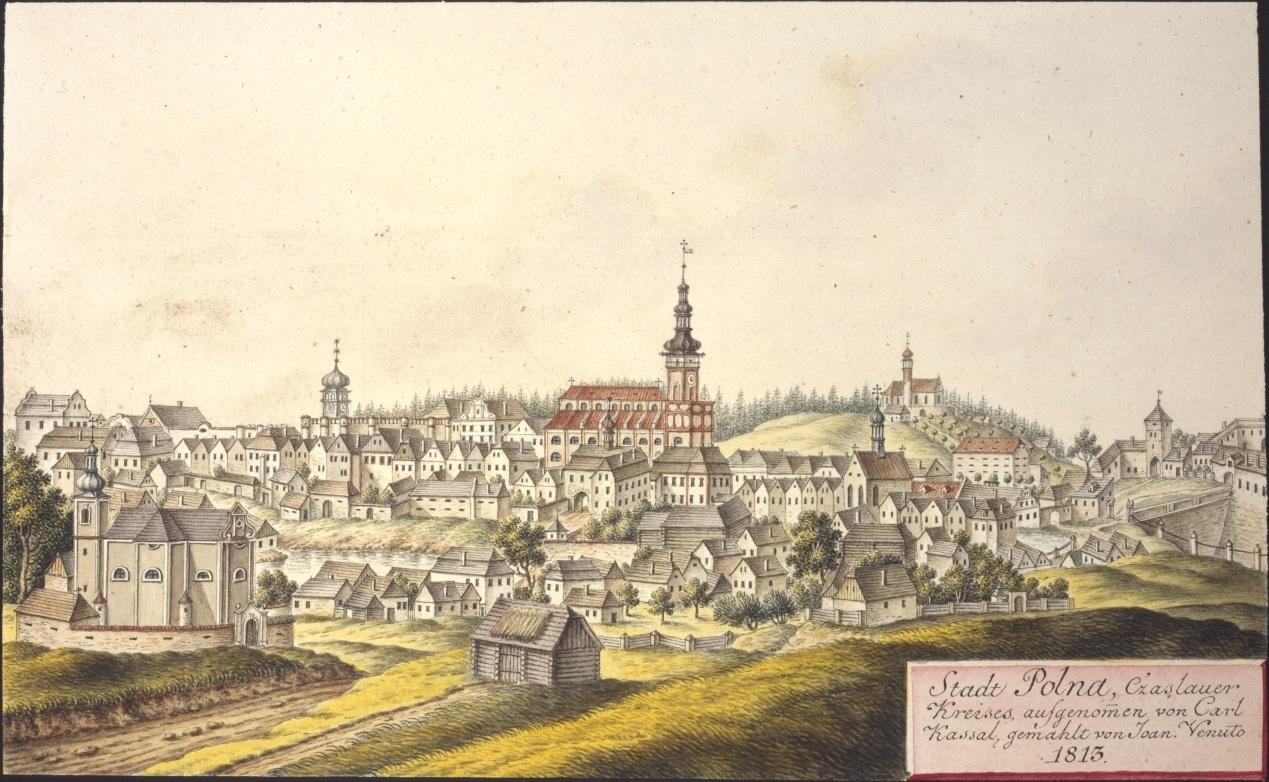
Město Polná. Stadt Polna, Czaslauer Kreises, aufgenommen von Carl Kassal, gemahlt von Joan. Venuto 1813

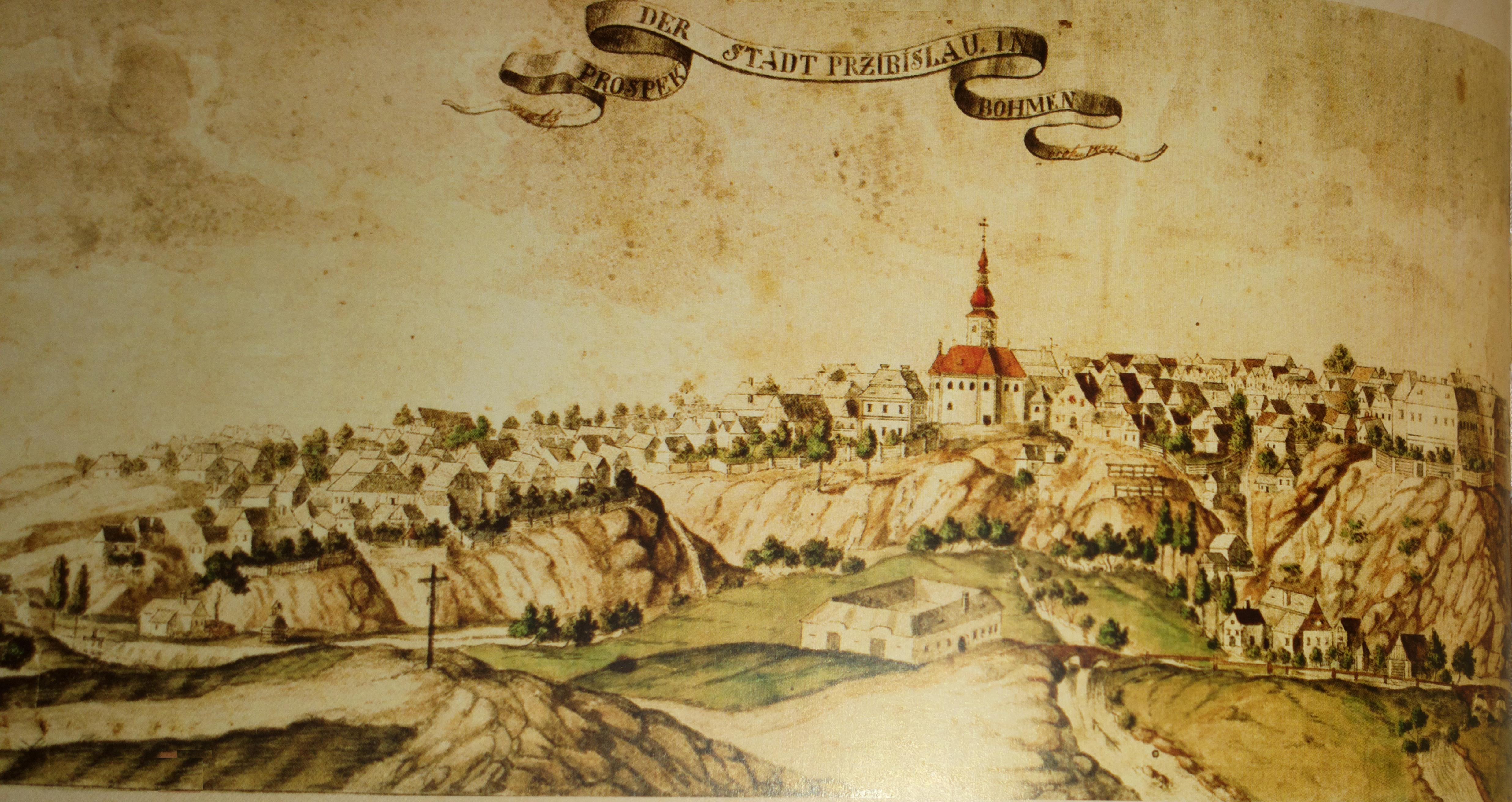
Nejstarší známé vyobrazení města Přibyslavi z r.1824

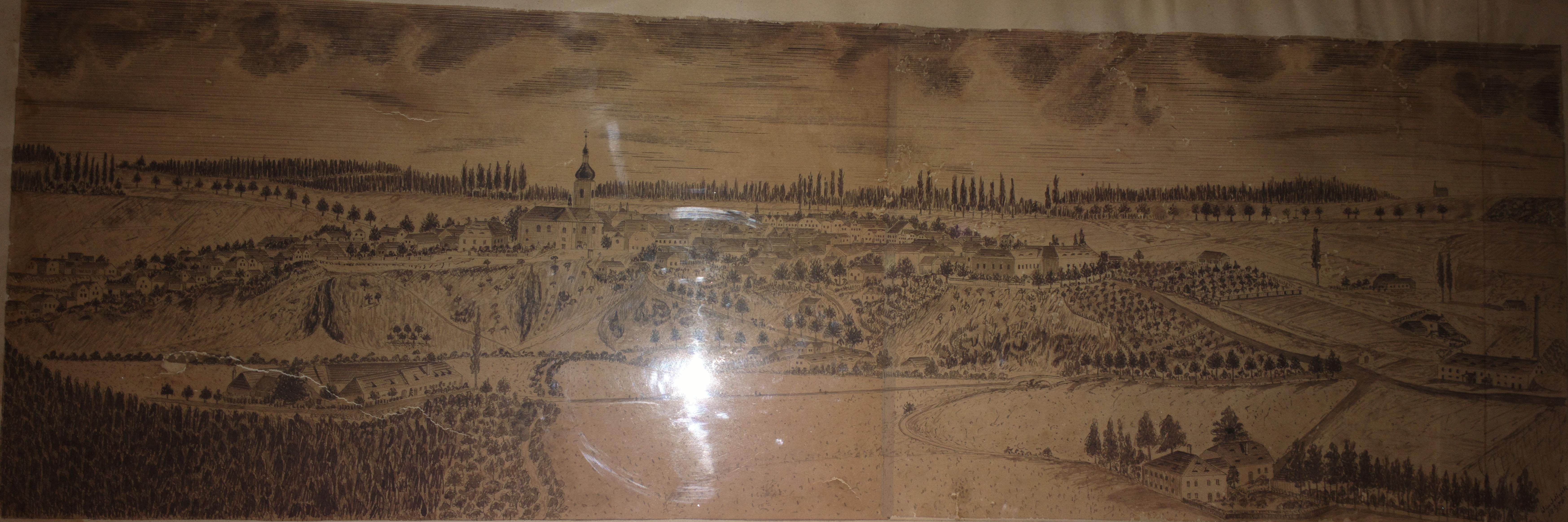
Město Přibyslav v druhé pol. 19. stol.

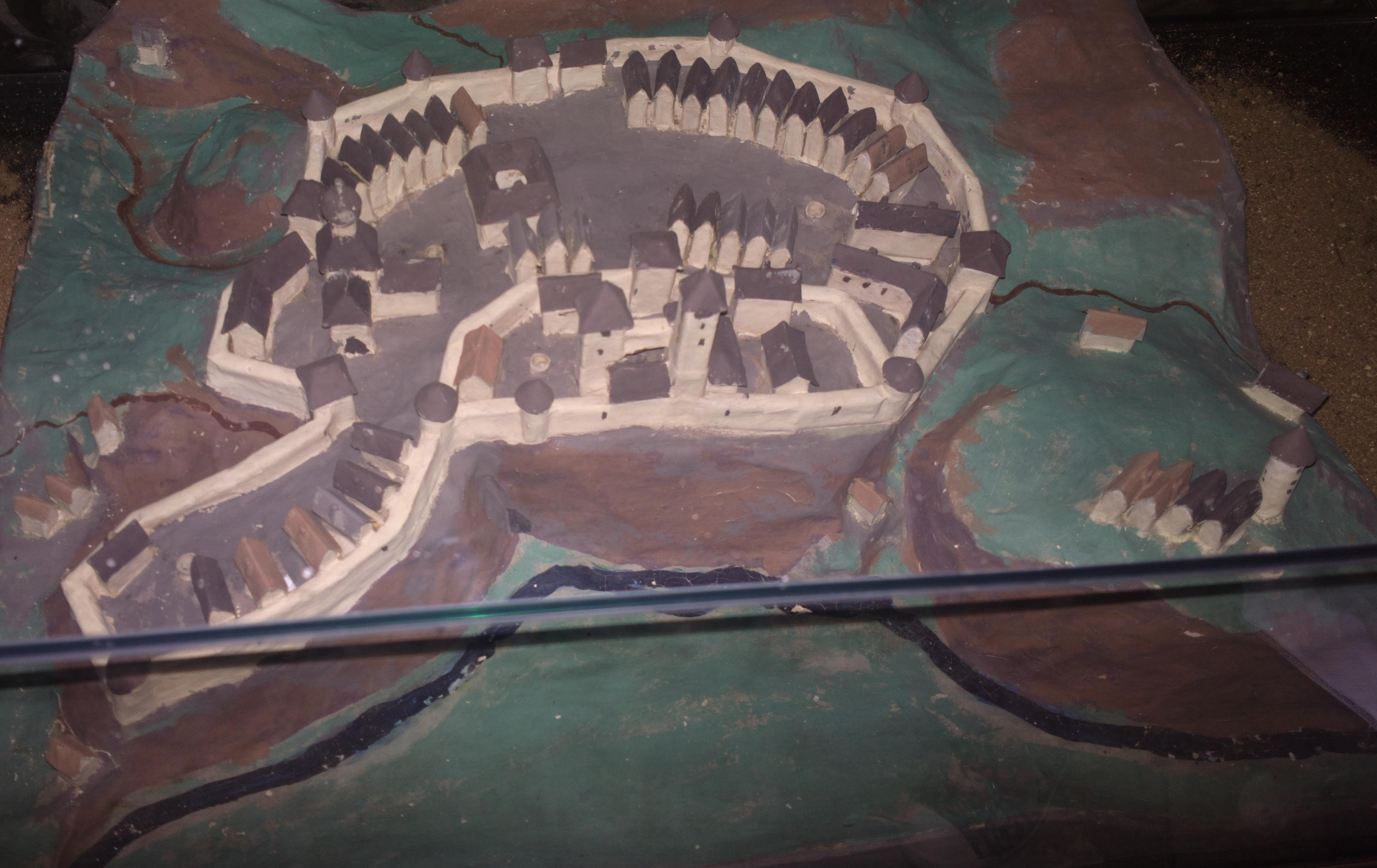
Model Hradu a města Přibyslav

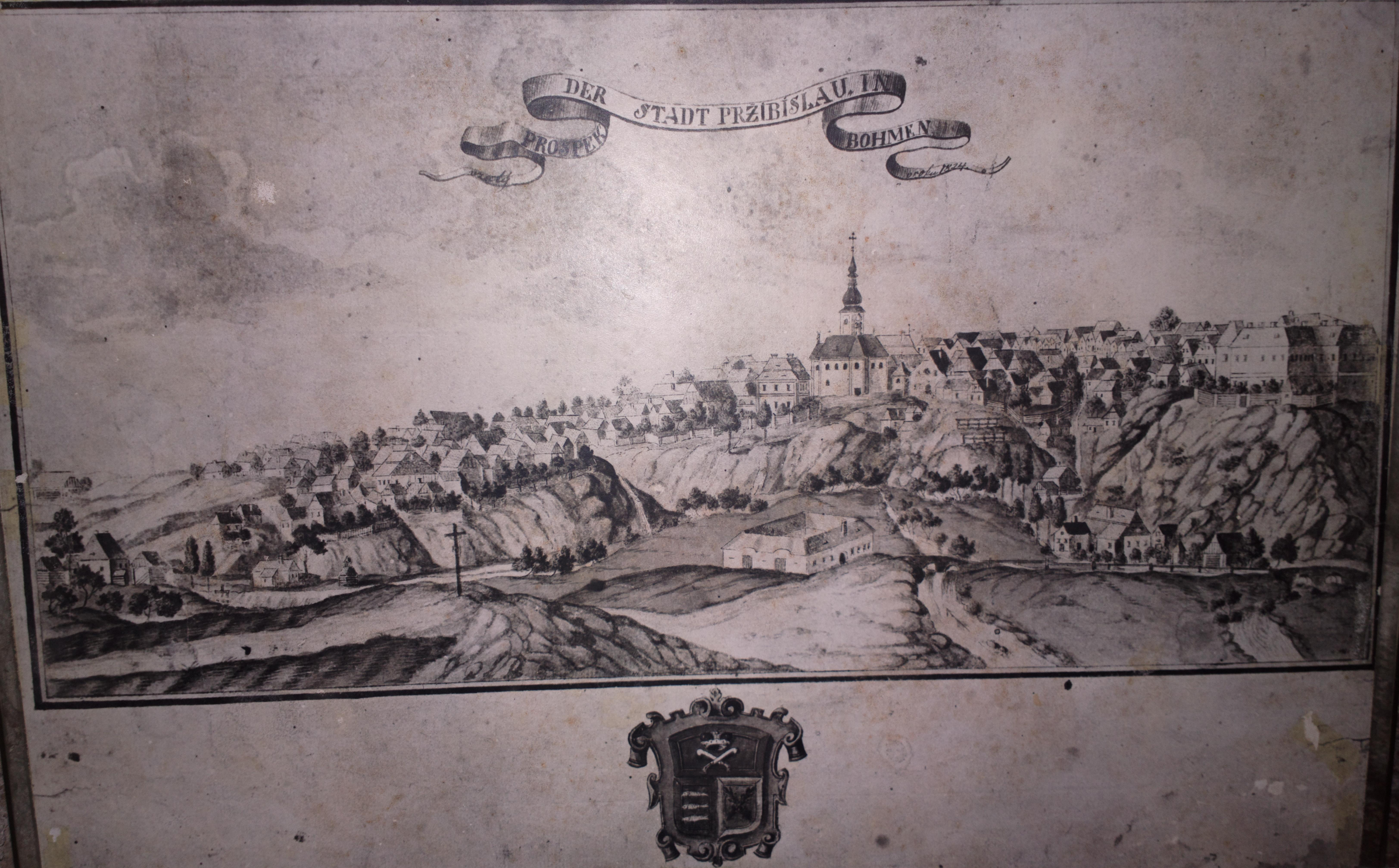
Nejstarší známé vyobrazení města Přibyslavi z r.1824

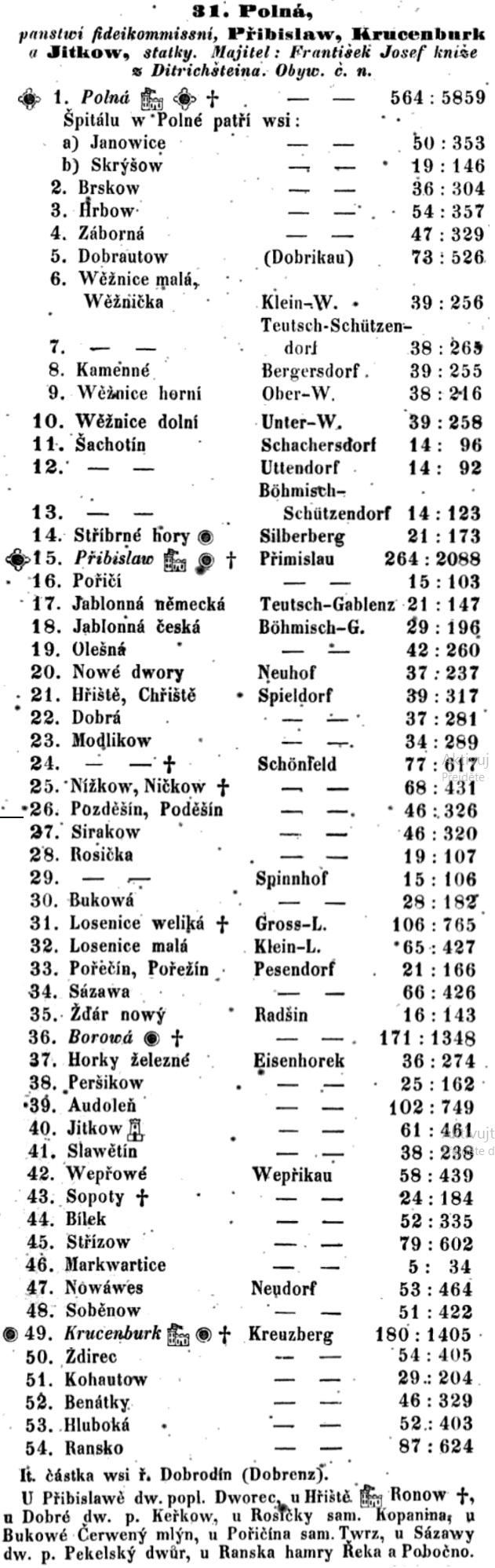
Panství Polná stav k r. 1847 počet obyvatel a domů k r. 1843

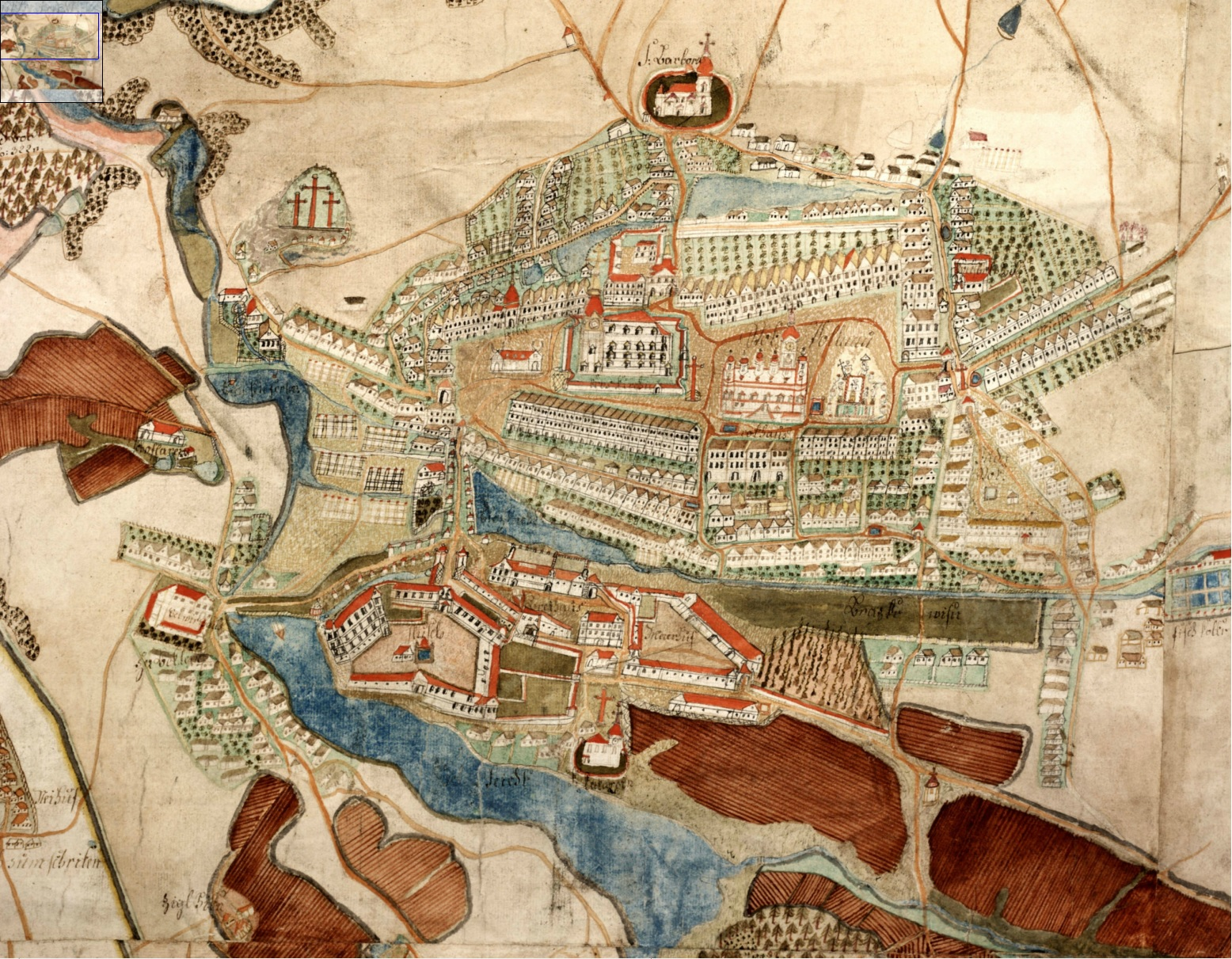
Polná 1786 až 1802 (výřez z celkové přehledové mapy panství Polná-Přibyslav s pohledovým vyobrazením každého města)

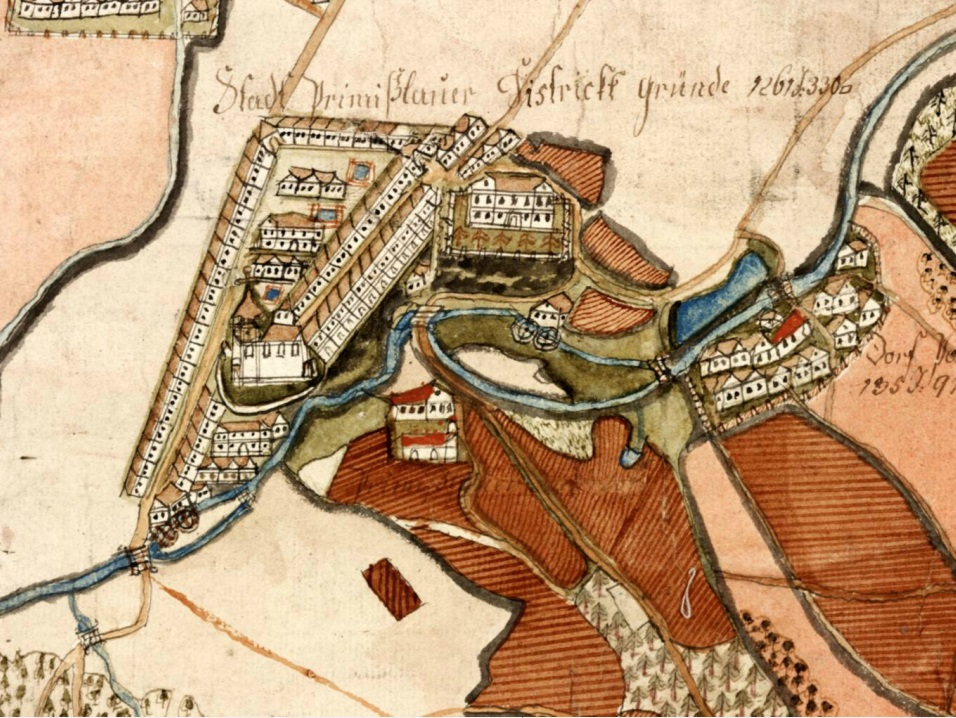
Přibyslav 1786 až 1802 (výřez z celkové přehledové mapy panství Polná-Přibyslav s pohledovým vyobrazením každého města)

Polenské panství byla historická správní jednotka v Čáslavském kraji, spadající pod patrimoniální správu jednoho feudálního vlastníka (pána) šlechtického původu (rodu). Polná byla největším panstvím v Čáslavském kraji a město Polná druhým největším městem v kraji, větší byla už jen Kutná Hora. V roce 1810 bylo sídlo panství přesunuto z Polné do Přibyslavi.

## Majitelé
- 1242–1320 Prvními doloženými majiteli Polné byli Páni z Polné[1]. Zakladatelem města Polná byl Jan z Polné. Spolu se svým bratrem Přibyslavem z Polné získal libický újezd, který začal kolonizovat. Dalším uvedeným majitelem tohoto rodu je uveden brněnský purkrabí Vikard z Polné.[2].
- 1320–1329 V roce 1320 získal Polnou Jindřich z Lipé, po jeho smrti r. 1329 dědí jeho synové Bertold a Čeněk z Lipé
- 1329–1356 Polenské panství připadlo Bertoldovi a Čeňkovi z Lipé.[3]
- 1356–1463 Ješek Ptáček z Pirkštejna směnil Hrad Sloup za panství Polná. Po něm panství připadlo jeho synovi Janu Ptáčkovi z Pirkštejna; po jeho smrti dědí panství syn Hynce Ptáček z Pirkštejna[4] přikoupil r. 1434 k panství město Přibyslav, hrad Ronov a ves Silbersdorf (Stříbrné Hory). Po něm dědí jeho dcera Žofie Ptáčkovna.
- 1463–1468 sňatkem Žofie Ptáčkovny s Vitkorínem z Kunštátu a Poděbrad[5]
- 1468–1479 Obsadil Polnou Jan ze Šternberka.[6]
- 1479–1486 1. listopadu 1479 získal Viktorin z Kunštátu polenské panství zpět.
- 1486–1504 Koupil panství Jan Boček z Kunštátu[6]
- 1504–1515 zdědil Hynek Boček z Kunštátu[6]
- 14. prosince 1515 koupil panství Mikuláš Trčka z Lípy.[7]
- 1516–1522 Převzal panství jeho bratr Burian Trčka z Lípy.[7]
- 1522–1538 Zdědil syn Jan Trčka z Lípy[7]
- 1538–1543 Koupil panství Karel Felix z Valdštejna a na Malé Skále; po něm dědí jeho dcera.[8]
- 1543–1553 Panství přešlo na Elišku a dceru Kateřinu.[8]
- 1553–1589 8. ledna 1553 se Kateřina z Valdštejna provdala Zachariáš z Hradce; r. 1562 připojil k panství ves Sázavu s dvorem a hamrem.[8]
- 1589–1597 Zdědila druhá manželka Zachariaše z Hradce Anna Hradecká ze Šlejnic; o dědictví začal usilovat Adam II. z Hradce. Panství Polná připadlo Adamovi II. z Hradce, ten však musel Annu Hradeckou peněžně odškodnit.[9]
- 24. listopadu 1596 zdědil Polnou jeho syn Jáchym Oldřich z Hradce.[9]
- 1597–1621 Koupil Hertvík Žejdlic ze Šenfeldu, po jeho smrti zdědili majetek jeho synové – Jan Polnou, Jindřich Přibyslav a Rudolf Choceň. Roku 1606 Jindřich Žejdlic zemřel a panství přešlo na bratra Jana. Rudolf Žejdlic ze Šenfeldu zdědil veškeré statky po smrti bratra Jana r. 1609.[10]
- 1621–1623 Panství skonfiskováno ve správě královského místodržícího Jaroslava Bořita z Martinic[11]
- 1623–1636 Kardinál František Ditrichštejn koupil 7. ledna 1623 panství Polná[12]
- 1636–1655 Maxmilián II. Ditrichštejn
- 1655–1698 Ferdinand Ditrichštejn
- 1698–1708 Leopold Ignác z Ditrichštejna
- 1708–1738 Walter Xaver z Ditrichštejna
- 1738–1781 Karel Maxmilián z Ditrichštejna
- 1781–1808 Jan Karel Ditrichštejn
- 1808–1854 František Josef Jan Ditrichštejn
- 1854–1858 Josef Ditrichštejn
- 1858–1864 Mauric Jan Ditrichštejn správce majetku Josefových čtyř dcer poslední mužský člen rodu.
- 1864–1899 Klotilda Ditrichštejnová[12]
- 1899–1922 zdědily dcery Eduardina Khevenhüller-Metsch a Klotilda Festetics-Tolna[13][14]

## Územní vývoj
- r. 1434 Hynce Ptáček z Pirkštejna připojil k panství město Přibyslav, hrad Ronov a ves Silbersdorf (Stříbrné Hory r. 1654 uvedeny jako městečko).[15]
- r. 1562 Zachariáš z Hradce připojil k panství ves Sázavu s dvorem a hamrem.[16]
- r. 1684 připojen k panství statek Krucemburk[17]

- r. 1695 připojen k panství statek Jitkov[17]

## Sídla na panství r. 1654
Místa v panství Polenském z r. 1654, uvedená v berní rule
| Jméno obce                                   | hospodářů r. 1654 |
| -------------------------------------------- | ----------------- |
| Město Polná + předměstí,                     | 111+139=250       |
| Město Přibyslav,                             | 111               |
| Městys Havlíčkova Borová,                    | 61                |
| Městys Stříbrné Hory (okres Havlíčkův Brod), | 25                |
| Janovice (Polná),                            | 16                |
| Skrýšov (Polná),                             | 8                 |
| Dobroutov,                                   | 21                |
| Věžnička,                                    | 14                |
| Německý Šicndorf,                            | 12                |
| Dobronín,                                    | 4                 |
| Kamenná (okres Jihlava),                     | 12                |
| HorníVěžnice (okres Havlíčkův Brod),         | 18                |
| DolníVěžnice (okres Havlíčkův Brod),         | 20                |
| Šachotín,                                    | 11                |
| Hrbov (Polná),                               | 17                |
| Záborná,                                     | 15                |
| Sirákov,                                     | 22                |
| Poděšín,                                     | 17                |
| Nížkov,                                      | 32                |
| Rosička (okres Žďár nad Sázavou),            | 9                 |
| Sázava (okres Žďár nad Sázavou),             | 23                |
| Buková (Nížkov),                             | 12                |
| Špinov,                                      | 6                 |
| Olešenka,                                    | 18                |
| Dolní Jablonná,                              | 7                 |
| Česká Jablonná,                              | 11                |
| Nové Dvory (okres Žďár nad Sázavou),         | 16                |
| Česká Jablonná,                              | 11                |
| Pořežín,                                     | 7                 |
| Hřiště (Přibyslav),                          | 15                |
| Malá Losenice,                               | 11                |
| Vepřová,                                     | 27                |
| Račín (okres Žďár nad Sázavou),              | 12                |
| Velká Losenice,                              | 54                |
| Modlíkov,                                    | 14                |
| Dobrá (Přibyslav),                           | 6                 |
| Poříčí (Přibyslav),                          | 5                 |
| Žižkovo Pole,                                | 28                |
| Střelcová (Stříbrné Hory),                   | 13                |
| Utín,                                        | 4                 |
| Krátká Ves,                                  | 5                 |
| Peršíkov,                                    | 7                 |
| Střížov a Hájek,                             | 15                |
| Sobíňov,                                     | 12                |
| Ždírec,                                      | 7                 |
| Pohled,                                      | 12                |
| Dlouhá Ves 1.dil,                            | 1                 |
| Simtany,                                     | 6                 |
| Ždírec,                                      | 6                 |
| Jilemník,                                    | 8                 |
| Peršíkov,                                    | 7                 |
| Cibotín,                                     | 12                |
| Macourov,                                    | 5                 |

(Suma: 2 města, 2 městyse, 48 vesnic, 1140 Hospodářů)